# Тегляцов Георгій Олександрович
Георгій Олександрович Тегляцов (рум. Gheorghe Tegleaţov; нар. 27 лютого 1954, Харків, УРСР — пом. 17 грудня 2015, Кишинів, Молдова) — радянський футболіст та молдовський тренер. Майстер спорту СРСР (1982). Заслужений тренер Молдавської РСР (1989).

## Життєпис
Народився у Харкові, у віці дев'яти років із сім'єю переїхав до Кишинева. Вихованець «Ністру», перший тренер — Сергій Тимофійович Корнілов. Всю кар'єру провів у «Ністру» у 1973-1985 роках. У 1973 та 1982 роках разом із клубом займав друге місце у першій лізі та виходив у вищу. Найкращий футболіст «Ністру» 1981 року. Найкращий дебютант сезону 1974 року за версією журналу «Зміна». Загалом за «Ністру» у першості провів 453 матчі, з них 57 — у вищій лізі, забив 9 м'ячів.
Закінчив кар'єру футболіста у 1985 році, коли «Ністру» вилетів у другу лігу. Працював тренером у ШВСМ-2 (1986-1989), РОШІСП (1989-1993). Старший тренер і тренер клубу «Конструкторул» Кишинів (1993-2000), чемпіон Молдови (1997), володар Кубку Молдови (1996, 2000). В останні роки – співробітник Федерації футболу Молдови.
Нагороджений орденами «Gloria Muncii» (2010) та «Ordinul de Merit» ФФМ.